# Доверие к денежно-кредитной политике
Доверие к денежно-кредитной политике (англ. credibility of monetary policy) — уверенность (позитивные ожидания) экономических агентов в том, что денежные власти успешно достигнут намеченных целей.
Самое общее представление о доверии к политике дают Кейт Блэкберн из Университета Западного Онтарио (Канада) и Майкл Кристенсен из Орхусского университета (Дания). Они характеризуют доверие как степень, с которой представление о текущем и будущем курсе экономической политики согласуется с программой первоначально заявленной политики.
В частности, если режим денежно-кредитной политики представляет собой фиксированный валютный курс, то экономические агенты проявляют доверие, если верят, что текущий уровень фиксации и конвертируемость будут сохраняться в будущем. В случае режима инфляционного таргетирования экономические агенты доверяют центральному банку, когда они уверены в полном и своевременном достижении цели по инфляции. Как выразился Алан Блиндер, заместитель председателя Совета управляющих ФРС США  в 1994-96 гг., «центральный банк обладает доверием, если люди верят, что он сделает то, что говорит». 

## Эффекты доверия
Чем выше доверие и весомее репутация центрального банка, тем эффективнее он способен решать поставленные перед ним задачи. В частности:
- высокое доверие способно смягчить проблему непоследовательности денежно-кредитной политики во времени и, как следствие, поддерживать более низкие инфляционные ожидания;
- повышенная транспарентность и хорошая коммуникационная политика улучшают доверие к денежным властям и повышают эффективность денежно-кредитной политики;
- центральный банк с низким доверием вынужден проводить более жесткую денежно-кредитную политику;
- денежные власти, обладающие высоким доверием со стороны общества, могут более гибко реагировать на шоки.

В экономиках с фиксированным валютным курсом низкое доверие к денежно-кредитной политике может являться источником дестабилизации и создавать предпосылки для валютного кризиса. 
Для центрального банка, придерживающегося инфляционного таргетирования, доверие является критически важным, так как от него зависят текущие инфляционные ожидания и будущая инфляция. Как отмечают экономисты Банка России, повышение уровня понимания и доверия к политике, снижение неопределенности относительно решений центрального банка «способствует увеличению действенности денежно-кредитной политики, то есть усилению ее влияния на решения субъектов экономики всех уровней, а, следовательно, на инфляционные ожидания и инфляцию».

## Факторы доверия
Доверие к денежно-кредитной политике определяется множеством факторов, ключевыми среди которых являются институциональные основы денежно-кредитной политике (независимость, транспарентность и подотчетность центрального банка), прошлый опыт достижения целей денежно-кредитной политики, текущая фаза делового и политического цикла.

## Количественная оценка доверия
Для количественного анализа доверия используются несколько приемов, в зависимости от режима денежно-кредитной политике. В случае фиксированного валютного курса прокси-показателем является дифференциал процентных ставок денежного рынка между внутренним рынком и рынком якорной валюты. Чем больше положительный дифференциал, тем выше вероятность девальвации. В случае инфляционного таргетирования измеряется разность между прогнозом (ожиданиями) будущей инфляции профессиональных аналитиков или населения, с одной стороны, и заявленным властями целевым ориентиром инфляции на тот же период, с другой стороны.